# Daniel Klein (Fußballspieler)
Daniel Klein (* 13. März 2001 in Heidelberg) ist ein deutscher Fußballtorhüter. Er steht beim FC Augsburg unter Vertrag und war beim DFB für verschiedene Junioren-Nationalmannschaften aktiv.

## Karriere

### Vereinskarriere
Daniel Klein begann beim VfB St. Leon mit dem Fußballspielen und wechselte 2013 in die D-Jugend des FC-Astoria Walldorf. Seine weitere fußballerische Ausbildung durchlief er von 2014 bis 2021 in der Jugendabteilung der TSG 1899 Hoffenheim, wo er mit 19 Jahren seinen ersten Profivertrag unterschrieb. In der Saison 2020/21 gab er seine Premiere in der Regionalliga Südwest und absolvierte 16 Partien für die zweite Mannschaft der TSG Hoffenheim.
Im Juni 2021 wechselte Klein zum Bundesligisten FC Augsburg und unterschrieb dort einen Vertrag bis 2025. Bei den Fuggerstädtern kam er in den ersten beiden Spielzeiten ausschließlich für die zweite Mannschaft in der Regionalliga Bayern zum Einsatz. Um Spielpraxis im Profibereich zu erhalten, wechselte Klein im Sommer 2023 für ein Jahr auf Leihbasis zum  Drittligisten SV Sandhausen. Bei den Kurpfälzern war er allerdings zumeist Reservetorhüter und kam nur in vier Partien für den verletzten Stammtorhüter Nikolai Rehnen zum Einsatz. Im Juli 2024 kehrte er zum FCA zurück. Am 29. April 2025 gab der FC Augsburg die Vertragsverlängerung bis zum 30. Juni 2026 bekannt.